# Saint-Valérien (Yonne)
Saint-Valérien – miejscowość i gmina we Francji, w regionie Burgundia-Franche-Comté, w departamencie Yonne.
Według danych na rok 1990 gminę zamieszkiwało 1666 osób, a gęstość zaludnienia wynosiła 75 osób/km² (wśród 2044 gmin Burgundii Saint-Valérien plasuje się na 125. miejscu pod względem liczby ludności, natomiast pod względem powierzchni na miejscu 368.).